# Barca (Maia)
Barca era una freguesia portuguesa del municipio de Maia, distrito de Oporto.

## Historia
Fue suprimida el 28 de enero de 2013, en aplicación de una resolución de la Asamblea de la República portuguesa promulgada el 16 de enero de 2013 al unirse con las freguesias de Gemunde, Gondim, Santa Maria de Avioso y São Pedro de Avioso, formando la nueva freguesia de Castêlo da Maia.